# L'Art de vérifier les dates
L’Art de vérifier les dates est un ouvrage publié en 1750 par Charles Clémencet, avec la collaboration de Maur Dantine et d'Ursin Durand, trois bénédictins de la congrégation de Saint-Maur.

## Histoire des versions
Le titre complet est « L'Art de vérifier les Dates ou faits historiques des chartes, des chroniques, et anciens monumens depuis la naissance de Jésus-Christ, par le moyen d'une table chronologique, où l'on trouve les années de Jésus-Christ et de l'Ere d'Espagne, les Indictions, le Cycle pascal, les Pâques de chaque année, les Cycles solaires et lunaires. Avec un Calendrier perpétuel, l'Histoire abrégée des conciles, des papes, des empereurs romains, grecs, français, allemands et turcs ; des rois de France, d'Espagne et d'Angleterre, d'Écosse, de Lombardie, de Sicile, de Jérusalem, etc., des ducs de Bourgogne, de Normandie, de Bretagne ; des Comtes de Toulouse, de Champagne et de Blois par des religieux bénédictins de la congrégation de Saint Maur ».
Une deuxième version a été publiée en 1770 (un volume in-folio) sous le titre L'Art de vérifier les dates historiques, des chartes, des chroniques et autres monumens, depuis la naissance de J.-C., par François Clément.

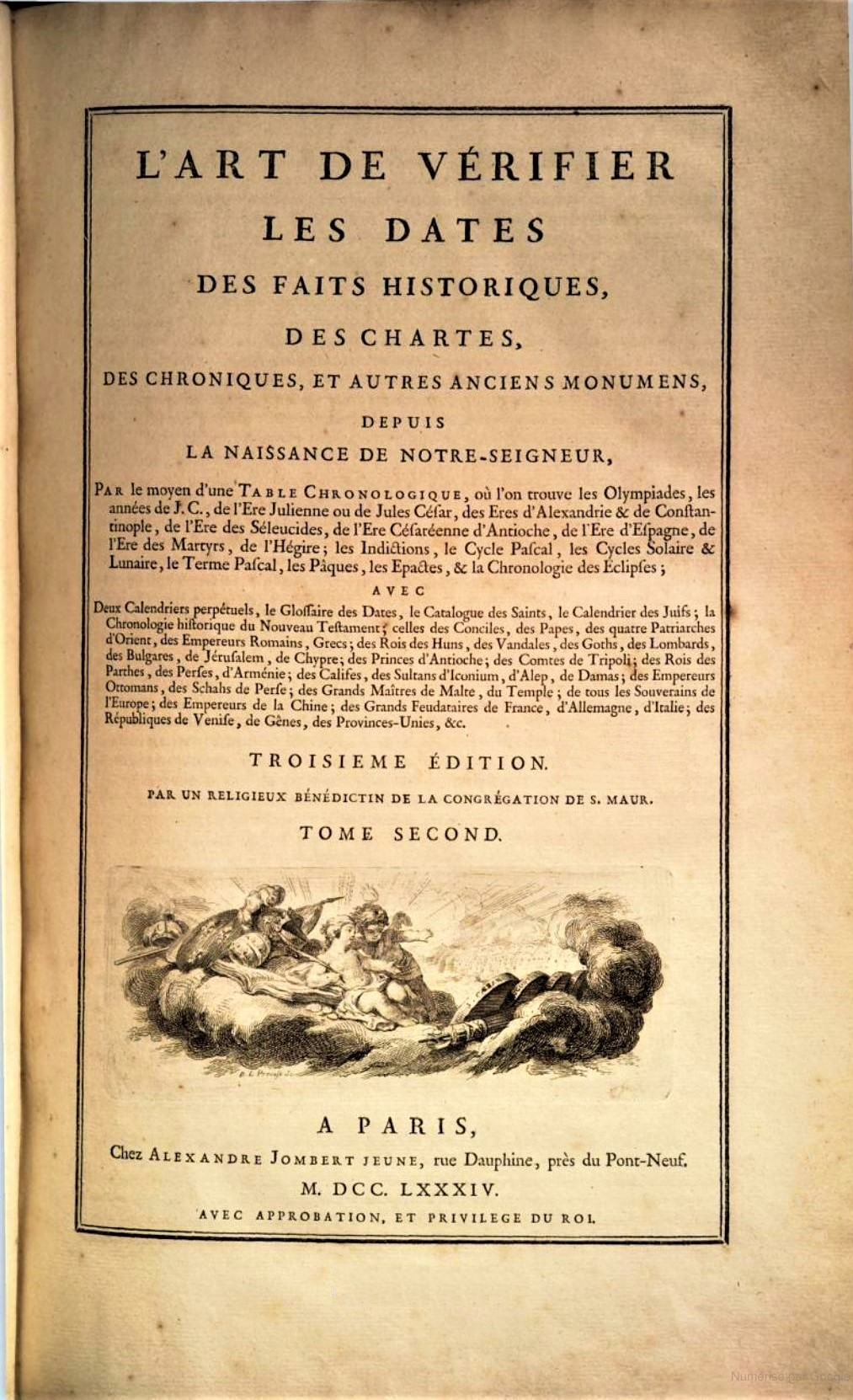
L'Art de vérifier les dates des faits historiques…, troisième édition, 1784.

Une troisième version a été publiée en trois volumes in-folio successifs (1783, 1784, 1787) sous le titre L'Art de vérifier les dates des faits historiques, des chartes, des chroniques, et autres anciens monumens, depuis la naissance de Notre-Seigneur, par le moyen d'une table chronologique, par François Clément.
Enfin, cette troisième version a été rééditée intégralement en format in-8° (18 volumes) en 1818 par Nicolas Viton de Saint-Allais, plus un volume de tables, réédition complétée ultérieurement par une Suite de L’Art de vérifier les dates (16 volumes au 31 décembre 1837), rédigée par M. de Saint-Allais et couvrant la période 1770-1818.

## Ouvrages
- L'Art de vérifier les dates, édition de 1750 en deux parties
- L'Art de vérifier les dates, édition de 1770, sur Gallica
- L'Art de vérifier les dates, édition de 1818-1819 en 5 volumes, sur Gallica